# روث هوزر
روث هوزر (بالإنجليزية: Ruth Hauser)‏ هي موسيقية أمريكية، ولدت في 19 نوفمبر 1923، وتوفيت في 11 يناير 2007.